# Eurycletodes arcticus
Eurycletodes arcticus är en kräftdjursart som beskrevs av Lang 1936. Eurycletodes arcticus ingår i släktet Eurycletodes och familjen Argestidae. Inga underarter finns listade i Catalogue of Life.